# Ahmet Örken
Ahmet Örken, né le 12 mars 1993 à Çumra, est un coureur cycliste turc, membre de l'équipe Spor Toto.

## Biographie
Ahmet Örken commence à pratiquer le cyclisme à l'âge de quatorze ans en 2007 à Çumra, dans la province de Konya. Il a déménagé dans cette ville avec sa mère pour permettre à son frère aîné de poursuivre ses études. L'année suivante, il rejoint l'équipe Çatalhöyük Çumra Municipality Sports Club grâce à l'aide de son frère.
En 2011, il est sélectionné pour participer au programme du Centre mondial du cyclisme, qui fournit matériel et entrainement aux coureurs prometteurs venant de pays avec peu de moyens. Sur piste, il devient au Portugal champion d'Europe d'omnium juniors en 2011,. Il s'agit du premier titre européen pour un cycliste turc, toutes catégories d'âge et toutes disciplines confondues. Il prend également la cinquième place du championnat du monde d'omnium juniors. L'année suivante, il rejoint l'équipe continentale turque Konya Torku Seker Spor.
En 2013, Ahmet Örken remporte en solitaire la sixième étape du Tour du Maroc entre Meknès et Khénifra, malgré des blessures qu'il a subies lors d'une chute. Il est impliqué dans une chute collective au kilomètre 20,. Il termine également troisième de la huitième étape (Beni Mellal-Marrakech) de cette course,. Toujours en 2013, lors du Tour de Serbie, Örken remporte les quatrième et sixième étapes,. En 2014, il devient champion de Turquie du contre-la-montre et termine treizième de la course en ligne.
En 2015, il remporte le classement général du Tour de Mevlana et du Tour d'Aegean. En 2016, il est sélectionné pour les Jeux olympiques de Rio de Janeiro : il abandonne la course en ligne et termine à la 34e place du contre-la-montre individuel.
En septembre 2017, il signe un contrat de deux avec l'équipe israélienne Israel Cycling Academy. Cependant, après la décision de Donald Trump de déplacer l'ambassade des États-Unis à Jérusalem en décembre 2017, il décide de quitter l'équipe, sa famille ayant subi des pressions. Il court finalement en 2018 avec l'équipe Salcano Sakarya Büyükşehir, qui évolue au niveau amateur. En juillet, il est pour la cinquième fois consécutive champion de Turquie du contre-la-montre.

## Palmarès sur route
- 2009
  -  Champion des Balkans sur route cadets
  -  Champion des Balkans du contre-la-montre cadets
  -  Champion de Turquie sur route cadets
  -  Champion de Turquie du contre-la-montre cadets
- 2010
  -  Champion de Turquie sur route juniors
  -  Champion de Turquie du contre-la-montre juniors
  - Prix des Vins Henri Valloton juniors
- 2013
  - 6e étape du Tour du Maroc
  - 4e et 6e étapes du Tour de Serbie
- 2014
  -  Champion de Turquie du contre-la-montre
  - 9e étape du Tour du lac Qinghai
- 2015
  -  Champion de Turquie du contre-la-montre
  -  Champion de Turquie du contre-la-montre espoirs
  - 2e étape du Tour du Maroc
  - 3e étape du Tour de la mer Noire
  - Tour de Mevlana :
    - Classement général
    - 1re (contre-la-montre), 2e et 3e étapes

  - Tour d'Aegean :
    - Classement général
    - Prologue et 1re étape

  - 2e du championnat de Turquie sur route espoirs
  - 3e du Tour d'Ankara
- 2016
  -  Champion de Turquie du contre-la-montre
  - 2e du championnat de Turquie sur route
- 2017
  -  Champion de Turquie du contre-la-montre
  - Challenges de la Marche verte - Grand Prix Al Massira
  - North Cyprus Cycling Tour :
    - Classement général
    - 1re, 3e et 4e étapes

  - 3e étape du Tour de Serbie
  - 4e et 10e étape du Tour du lac Qinghai
  - 2e du Grand Prix international de Rhodes
  - 3e du Challenges de la Marche verte - Grand Prix Oued Eddahab
- 2018
  -  Champion de Turquie du contre-la-montre
  - Prologue et 4e étape du Tour de Mevlana
  - 1re étape du Tour de Cappadoce
- 2019
  - 4e étape du Tour de Mésopotamie
  - Tour d'Anatolie Centrale : 
    - Classement général
    - 1re étape

  - 3e étape du Tour de Mevlana
  - Fatih Sultan Mehmet Kirklareli Race
  - 2e du Tour de Mevlana
  - 3e du Grand Prix Erciyes
  - 3e de la Fatih Sultan Mehmet Edirne Race
- 2021
  -  Champion de Turquie du contre-la-montre
  - 3e du championnat de Turquie sur route
- 2023
  - 2e étape de la Kirikkale Road Race
  - 1re étape du 100th Anniversary Tour of The Republic
  - 2e de la Kirikkale Road Race
  - 3e du Grand Prix Aspendos
- 2024
  -  Champion de Turquie de contre-la-montre
  - 7e étape du Tour du lac Qinghai
- 2025
  - 3e étape du Tour of Pedalia
  - 2e du championnat des Balkans du contre-la-montre
  - 3e du Tour of Pedalia
  - 3e du championnat des Balkans sur route

## Classements mondiaux
| Année                                 | 2013 | 2014 | 2015 | 2016 | 2017 | 2018 | 2019 | 2020 | 2021 | 2022  | 2023 | 2024 |
| ------------------------------------- | ---- | ---- | ---- | ---- | ---- | ---- | ---- | ---- | ---- | ----- | ---- | ---- |
| Classement mondial                    |      |      |      | 715e | 226e | 705e | 195e | 963e | 906e | 1455e | 362e | 973e |
| UCI Europe Tour                       | 523e | 651e | 51e  | 441e | 374e | 417e | 161e | 753e | 694e | 991e  | nc   | nc   |
| UCI Asia Tour                         | 181e | 32e  | 53e  | nc   | 142e | nc   |      |      |      |       |      |      |
| UCI Africa Tour                       | 124e | nc   | 163e | nc   | 20e  | nc   |      |      |      |       |      |      |
|                                       |      |      |      |      |      |      |      |      |      |       |      |      |
| Légende : nc = non classéSource : UCI |      |      |      |      |      |      |      |      |      |       |      |      |

## Palmarès sur piste

### Championnats du monde juniors
- Moscou 2011
  - 5e de l'omnium juniors

### Championnats d'Europe
- Anadia 2011
  -  Champion d'Europe d'omnium juniors